# Лёгер, Хартвиг
Хартвиг Лёгер (нем. Hartwig Löger; род. 15 июля 1965, Зельцталь, Лицен, Штирия, Австрия) — австрийский предприниматель и государственный деятель, министр финансов Австрии с декабря 2017 года. Вице-канцлер Австрии с 22 мая 2019 года (в рамках переходного правительства), через неделю начал исполнял обязанности канцлера по должности в служебном правительстве. Этот пост занимал в течение недели.

## Биография
Родился 15 июля 1965 года в городе Зельцталь.
Рос в Штирии, в 1983 году окончил гимназию Stiftsgymnasium Admont в Адмонте. Первоначально решив сделать карьеру военного пилота, сдавал экзамены в школу Offiziersanwärterausbildung Вооружённых сил Австрии, но из-за травмы колена был комиссован. Решил заняться страховым бизнесом и в 1987—1988 годах посещал курсы по экономике страхования в Венском экономическом университете, а с 1999 по 2001 год прошел обучение по международному менеджменту (IMEA) в Университете Санкт-Галлена.
С 1985 по 1989 год Лёгер работал менеджером по работе с клиентами (страховым брокером), затем до 1996 года работал менеджером по продажам страховой компании Allianz Versicherungs AG в Штирии. После этого до 1997 года работал помощником руководителя в страховой группе Grazer Wechselseitige и до 2002 года — менеджером по продажам в Donau Versicherung AG.

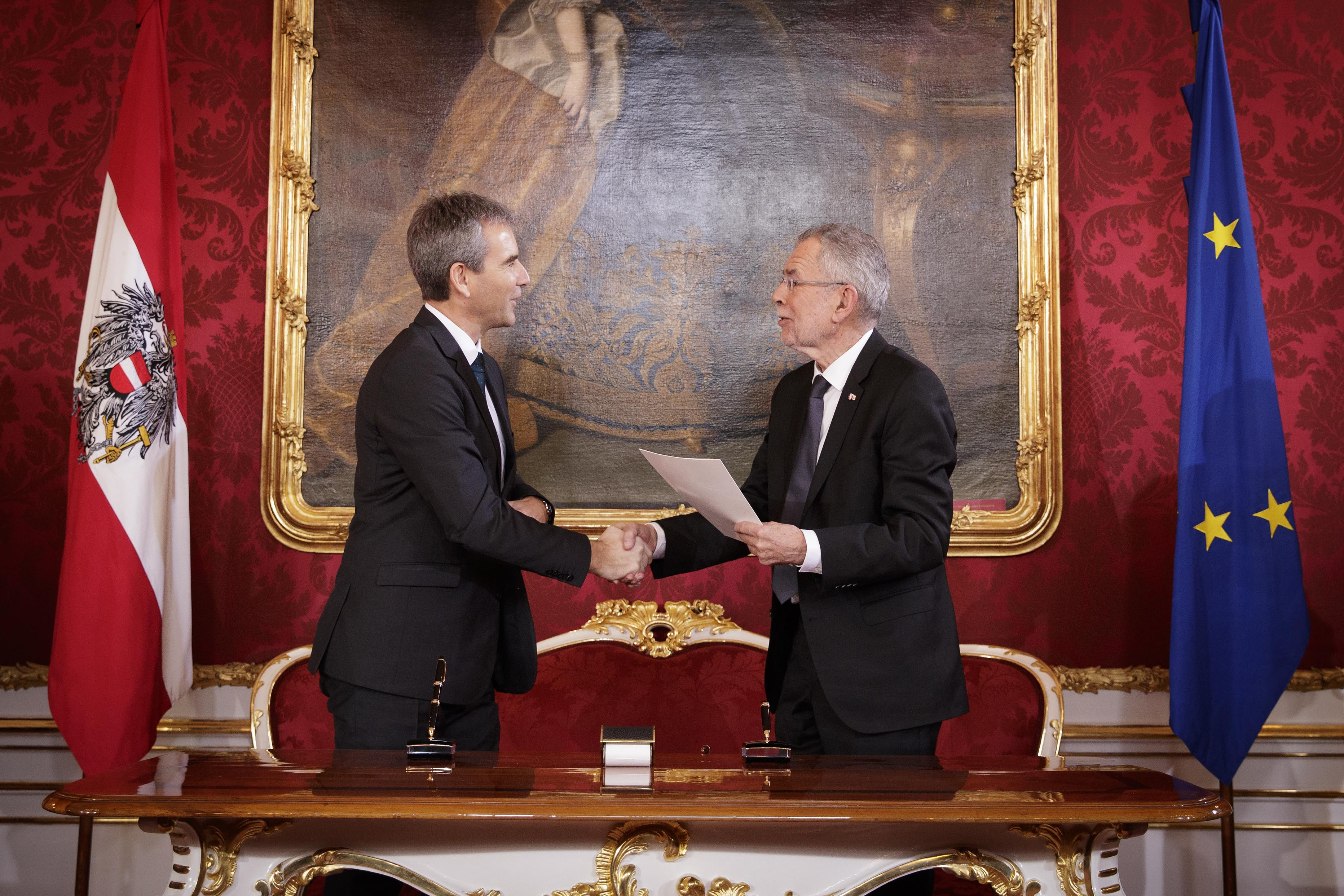
Назначение нового федерального правительства президентом Ван дер Белленом (Лёгер слева)

С 2002 по 2017 год Хартвиг Лёгер работал в страховой группе UNIQA: первоначально в качестве управляющего директора UNIQA International Versicherungs-Holding GmbH (до 2005 года) и в качестве руководителя отдела эксклюзивных продаж (до 2011 года). В 2011 году он стал членом исполнительного совета UNIQA Versicherungen AG и затем генеральным директором UNIQA Austria (с 2013 года — UNIQA Österreich Versicherungen AG). В декабре 2017 года Лёгер перешёл на государственную службу, став Министром финансов Австрии, в UNIQA Österreich его сменил Курт Свобода ( Kurt Svoboda).
Лёгер с 2014 года по февраль 2018 года был президентом Спортивного союза Австрии. С сентября 2011 года является членом венской организации Österreichischer Wirtschaftsbund, а также членом католической организации Markomannia-Eppenstein братства Mittelschüler-Kartell-Verband (MKV).
На пост Министра финансов Хартвиг Лёгер был назначен от Австрийской народной партия. Он одновременно является с января 2018 года членом комитета Österreichische Industrieholding GmbH (в настоящее время называется Österreichische Beteiligungs AG). Этот комитет управляет инвестициями в Австрии, а также участвует в наблюдательных советах компаний с государственным участием.

## Во главе правительства
22 мая 2019 года, в ходе правительственного кризиса, назначен вице-канцлером переходного правительства. Ещё через неделю занял пост канцлера по должности в служебном правительстве. 3 июня он оставил этот пост.

## Семья
Женат, имеет двоих детей, проживает в Вене.